# Puente de las Cadenas
El puente de las Cadenas (en húngaro y oficialmente, Széchenyi lánchíd) de Budapest es el más antiguo de los puentes que unen las dos ciudades Buda y Pest, que hoy conforman la capital de Hungría. 
Desde el punto de vista estructural es un puente colgante, en el cual se han sustituido los cables principales por eslabones rígidos de una cadena. Su vano central tiene 202 metros, uno de los más largos del mundo cuando fue inaugurado en 1849. Es uno de los puentes más conocidos sobre el río Danubio.
El puente de las Cadenas es el símbolo de Budapest y también el primer puente permanente en el tramo húngaro del río Danubio y el segundo en el curso total del río.
Desde su construcción, este puente ha sido el símbolo más representativo de Budapest. Su foto es un elemento habitual en las presentaciones sobre Hungría y Budapest. Ha sido representado en muchos sellos, billetes y monedas húngaros, como por ejemplo en 2009 en que apareció en la moneda de doscientos florines.

## Historia

### Antes del puente
Antes de su existencia, los viajeros atravesaban el río, importante corredor comercial, en transbordador, aunque ya a principios del siglo XV existió un puente de pontones provisional sobre el río.
En los inviernos el Danubio se congelaba y se podía cruzar a pie o en coche de caballos. Pero cuando empezaba el deshielo, desaparecía totalmente la conexión entre las dos orillas.  

### Construcción
En 1820, el conde Esteban Széchenyi tuvo que esperar una semana entera hasta que encontró un navegante lo suficientemente valiente como para trasladarle de Pest a Buda entre las flotantes placas de hielo. Fue entonces cuando ofreció sus rentas de un año entero para construir un puente permanente sobre el río. 
Habían existido planes para ello ya desde finales de los años 1700 tomando como modelo el puente de Carlos en Praga, con varios pilares de apoyo. Sin embargo, más tarde se optó por otra solución técnica. El conde Széchenyi vio en Londres el puente de Hammersmith, un puente suspendido sobre el Támesis diseñado por el ingeniero William Tierney Clark, al que le encomendó la preparación de los planos del primer puente permanente húngaro. La ejecución de las obras fue encargada al ingeniero escocés Adam Clark, cuyo apellido coincide con el del ingeniero inglés, en cuyo honor se ha nombrado la plazoleta que se halla inmediatamente a la salida del puente, del lado de Buda. 
Las obras se iniciaron en 1839 y fue inaugurado el 20 de noviembre de 1849. Los que llegaban a la orilla desde el puente, durante varios años debían dar la vuelta completa al Monte del Palacio. 

### Destrucción y reconstrucción
Al final de la Segunda Guerra Mundial (1939-1945), las tropas alemanas dinamitaron el puente, junto con los otros cuatro de la ciudad, en su retirada ante el asedio de Budapest por las tropas soviéticas. El puente fue reconstruido y se reinauguró el 21 de noviembre de 1949, festejando el primer centenario de su construcción.

## Galería

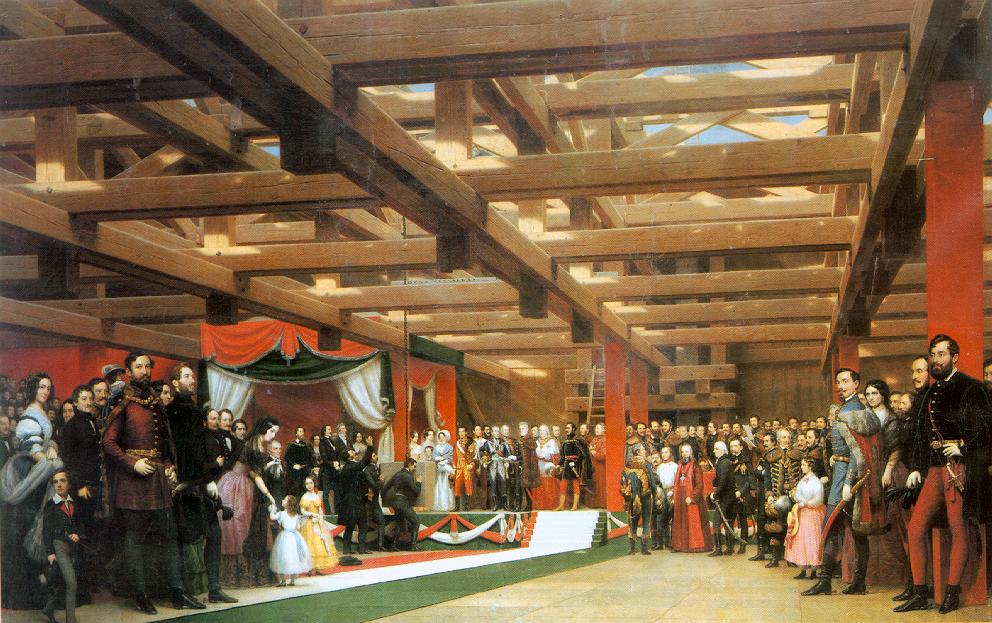
Colocación de la piedra angular, pintura de Barabás Miklós (1864).
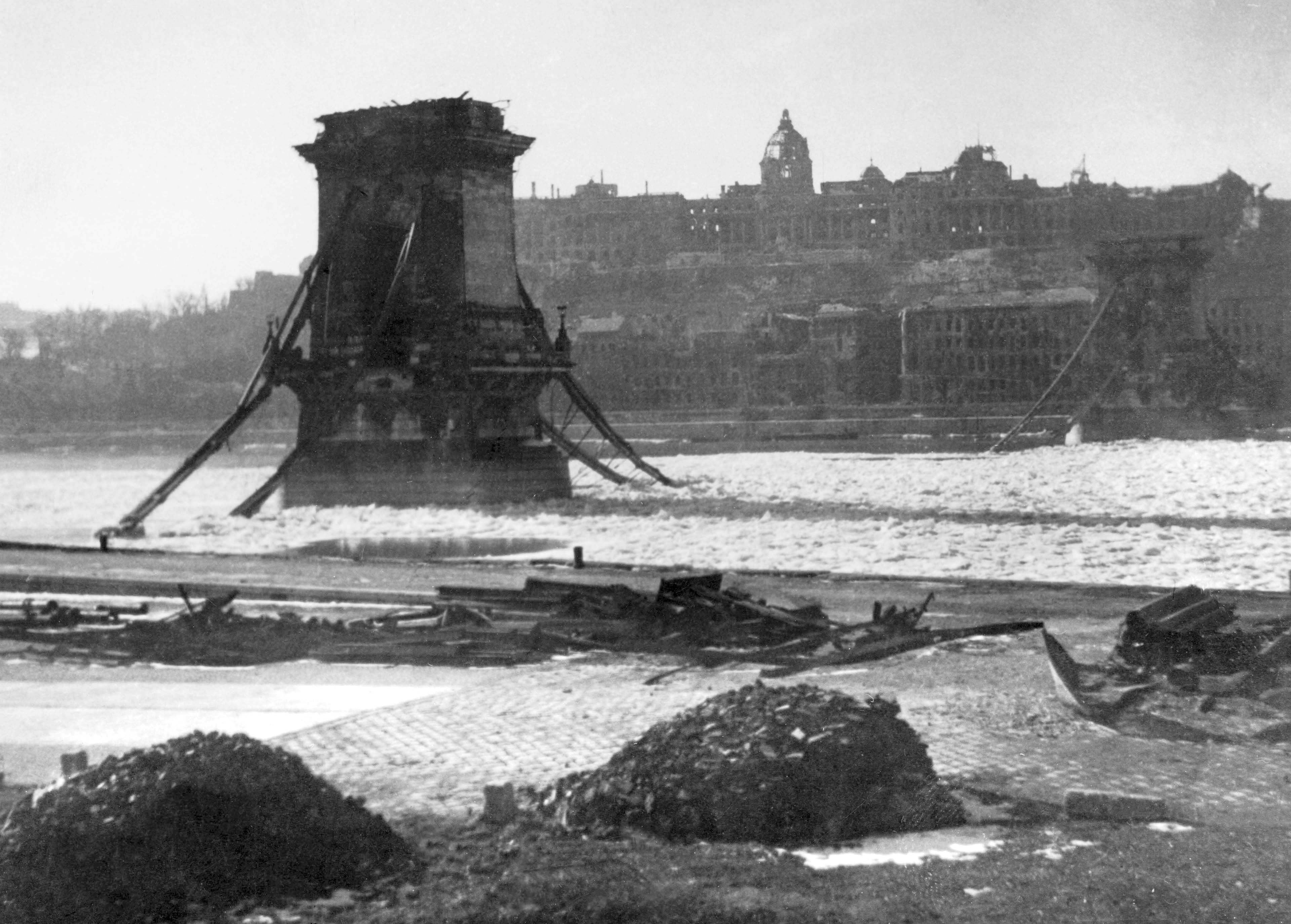
Destrucción tras la II Guerra Mundial.
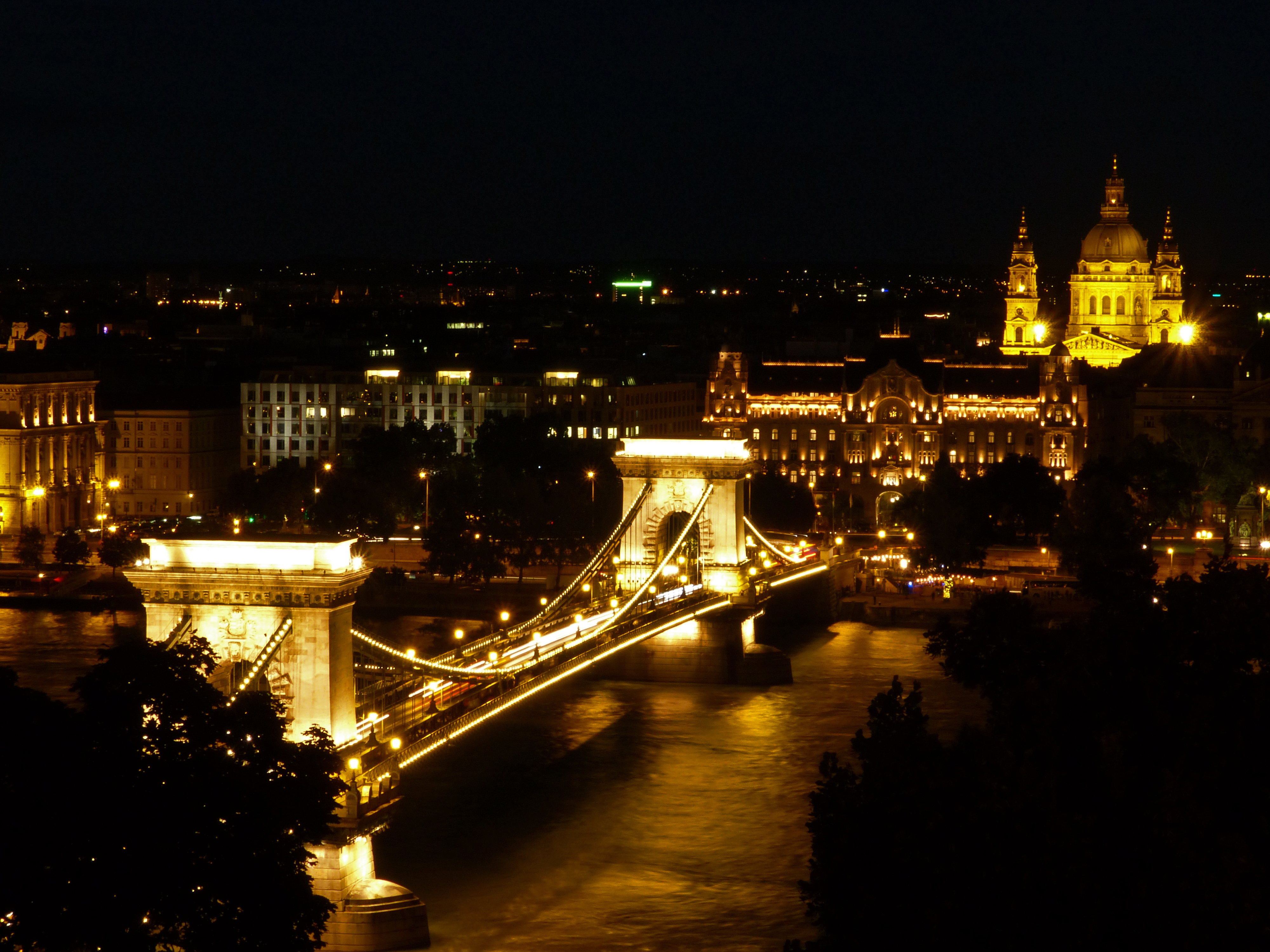
Puente de las Cadenas por la noche
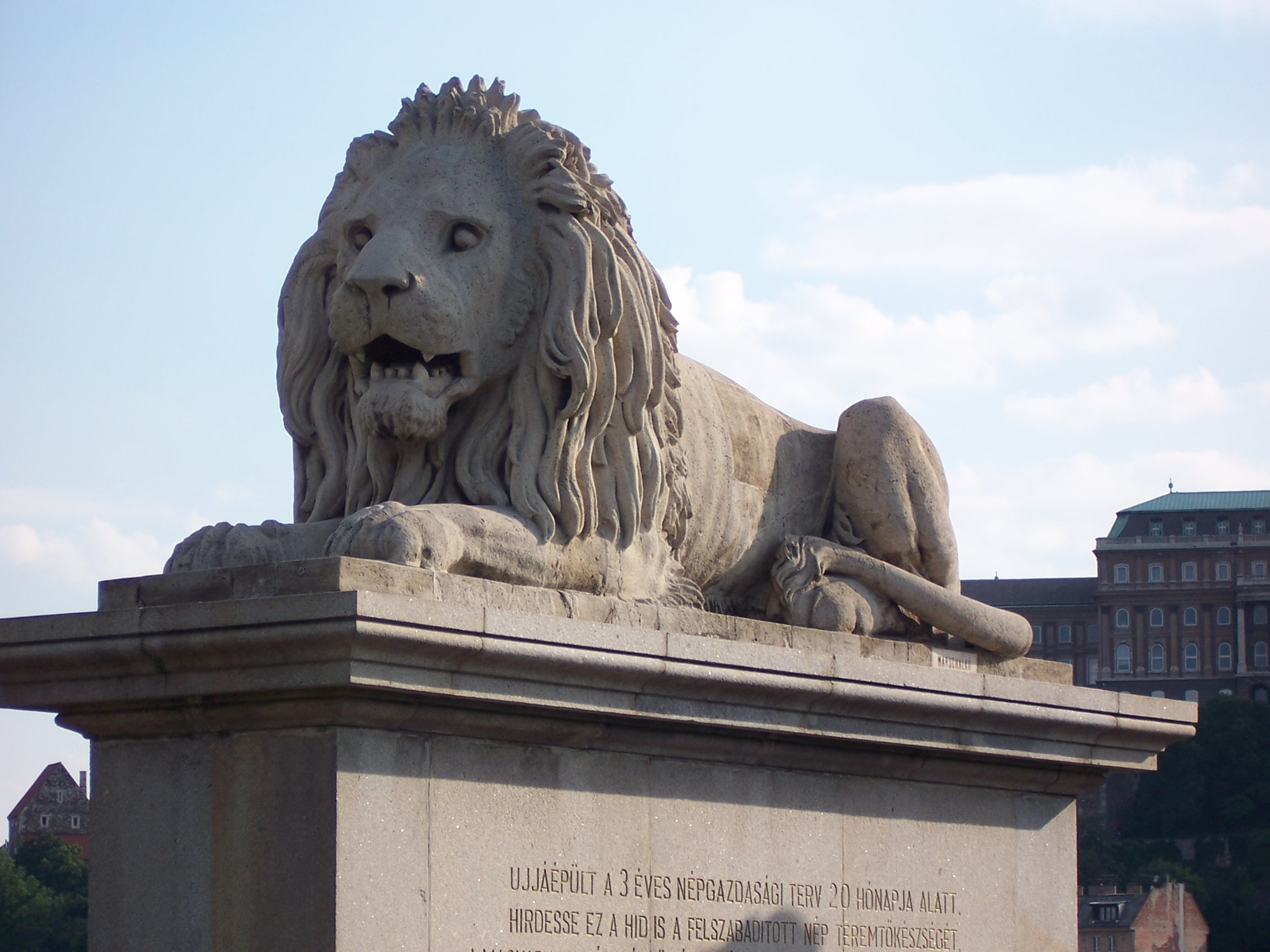
Los guardianes del puente.